# Cali
Cali (offiziell: Santiago de Cali) ist die Hauptstadt und eine Gemeinde (Municipio) des kolumbianischen Departamentos Valle del Cauca und nach der Einwohnerzahl drittgrößte Stadt des Landes. Cali bildet das ökonomische, industrielle und landwirtschaftliche Zentrum im Südwesten Kolumbiens. Mit der Gründung 1536 ist Cali eine der ältesten Städte Amerikas. Sie wird auch die Hauptstadt des Salsa oder Sucursal del cielo (übersetzt etwa: Himmelsniederlassung) genannt.

## Geographie
Cali liegt in ca. 1000 m Meereshöhe im Westen des Landes am Zusammenfluss des Río Cauca mit dem Río Cali. Durchschnittstemperatur ist 26,8 °C, es gibt aufgrund der Nähe zum Äquator keine großen saisonalen Schwankungen.
In der Umgebung gibt es eisen- und kohlehaltige Hügel, deren rostrote Farbe zusammen mit dem üppig grünen äquatorialen Pflanzenwuchs die Gegend charakterisiert.
Cali grenzt im Norden an die Gemeinden Yumbo und La Cumbre, im Osten an Palmira und Candelaria sowie an Puerto Tejada im Departamento del Cauca, im Süden an Jamundí und im Westen an Buenaventura und Dagua.

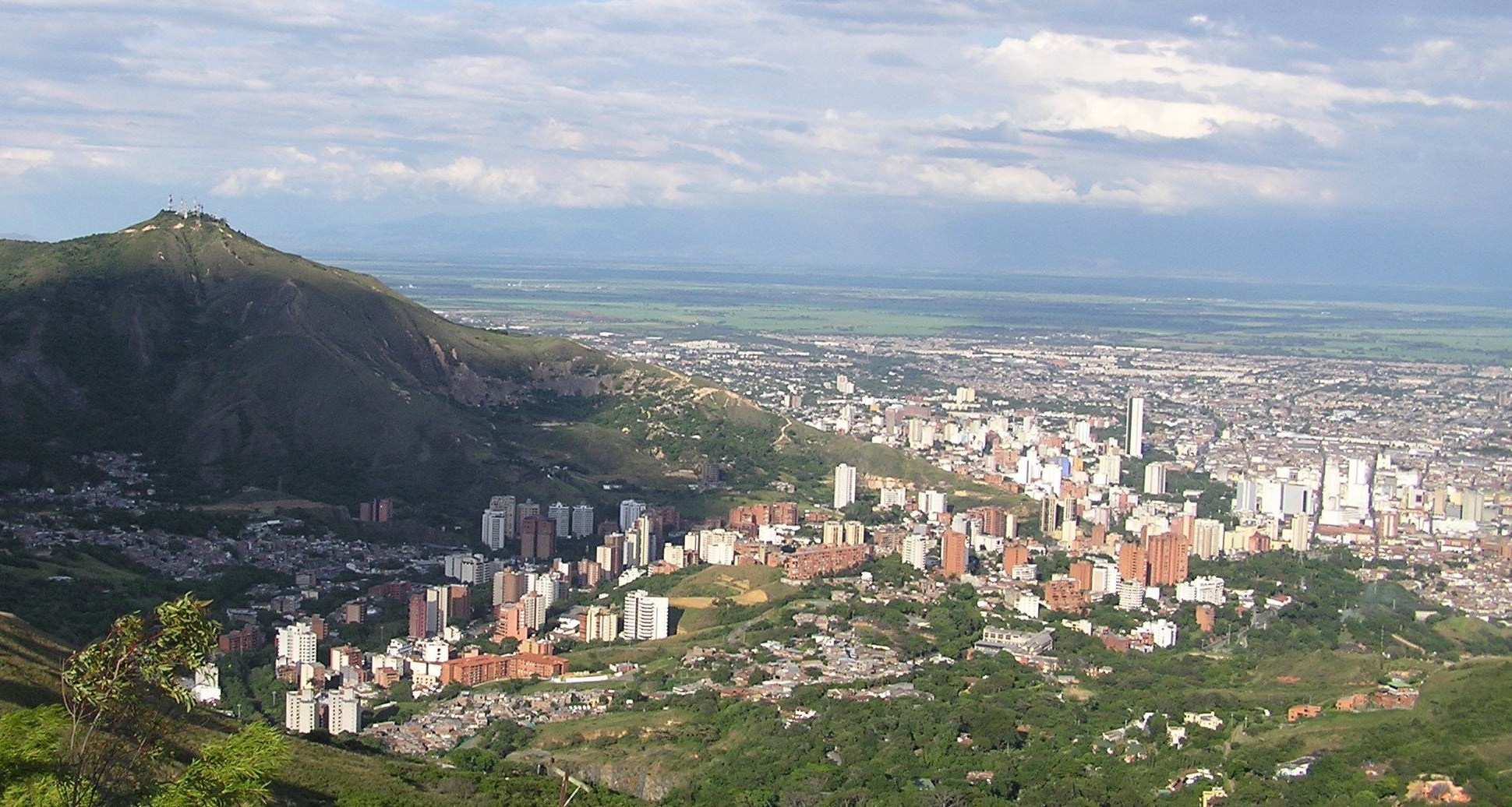
Cali

|                       | Jan  | Feb  | Mär  | Apr  | Mai  | Jun  | Jul  | Aug  | Sep  | Okt  | Nov  | Dez  |   |      |
| Mittl. Tagesmax. (°C) | 29,8 | 29,9 | 30,2 | 29,7 | 29,3 | 29,5 | 30,2 | 30,9 | 30,3 | 29,2 | 28,8 | 29,1 | ⌀ | 29,7 |
| Mittl. Tagesmin. (°C) | 19,2 | 19,2 | 19,3 | 19,4 | 19,3 | 19,0 | 18,0 | 18,5 | 18,8 | 18,9 | 19,0 | 19,0 | ⌀ | 19   |
|                       |      |      |      |      |      |      |      |      |      |      |      |      |   |      |
| Niederschlag (mm)     | 88   | 120  | 146  | 190  | 165  | 91   | 55   | 64   | 108  | 170  | 159  | 129  | Σ | 1485 |
|                       |      |      |      |      |      |      |      |      |      |      |      |      |   |      |
| Regentage (d)         | 11   | 13   | 15   | 18   | 17   | 12   | 9    | 9    | 13   | 19   | 17   | 13   | Σ | 166  |

| 19,2 |

| 19,2 |

| 19,3 |

| 19,4 |

| 19,3 |

| 19,0 |

| 18,0 |

| 18,5 |

| 18,8 |

| 18,9 |

| 19,0 |

| 19,0 |

| 19,2 |

| 19,2 |

| 19,3 |

| 19,4 |

| 19,3 |

| 19,0 |

| 18,0 |

| 18,5 |

| 18,8 |

| 18,9 |

| 19,0 |

| 19,0 |

## Bevölkerung
Die Gemeinde Cali hat 2.470.852 Einwohner, von denen 2.434.211 im städtischen Teil (cabecera municipal) der Gemeinde leben. In der Metropolregion leben 3.151.710 Einwohner (Stand: 2019).

## Geschichte
Cali wurde am 25. Juli 1536 von dem spanischen Offizier Sebastián de Belalcázar, der zur Eroberungsarmee Francisco Pizarros gehörte, unter dem Namen Santiago de Cali gegründet. Im August 1956 wurde die Stadt, damals rund 120.000 Einwohner zählend, im Kontext von Straßenbauarbeiten von einem schweren Explosionsunglück getroffen, wobei über 1.300 Menschen starben.

## Wirtschaft
Die Stadt ist das Zentrum des Cauca-Tals, einer Region intensiver Landwirtschaft. Schwerpunkt ist die Herstellung von Rohrzucker. Wirtschaftlich wird die Region um Cali von einigen wenigen Familien dominiert.
Bekannt wurde die Stadt auch durch das Cali-Kartell, das im Handel mit Kokain neben dem
Kartell von Medellín eines der wichtigsten und mächtigsten Drogenkartelle der Welt war. Drogenhandel und im Zusammenhang mit Drogen stehende Gewaltkriminalität spielen trotz des Zerfalls des Kartells in Cali immer noch eine große Rolle.
Der Arzt Rodrigo Guerrero, der 1992 und nach mehreren Jahren Pause auch 2011 wieder Bürgermeister der Stadt wurde, nahm die Mordrate wahr, die in den frühen 1990er Jahren noch um ein Viertel höher lag als in der Hauptstadt Bogotá (dort: 80 pro 100.000 Einwohner). Anhand von Statistiken erkannte er das Mordrisiko als größte Einzelursache von Todesfällen und bekämpfte es gemäß WHO-Empfehlungen wie eine Krankheit. Da Morde – in den 1990ern – vor allem mit Alkohol und Bars zusammenhingen, wurde erfolgreich ein Alkoholausschankverbot in Lokalen ab 1 Uhr, am Wochenende ab 2 Uhr früh und an Wochenenden ein Waffenverbot verfügt. Anfang Oktober 2014 erhielt Guerrero den erstmals vergebenen und mit 100.000 US-Dollar dotierten Roux-Preis, vergeben vom Institute for Health Metrics and Evaluation der Universität Washington und als Anerkennung für die Bekämpfung von Krankheiten mit Hilfe statistischer Daten.
In der Stadt selbst gibt es mehrere Invasiones, Hüttensiedlungen, in denen aus anderen Landesteilen Vertriebene wohnen. Zu den Problemvierteln gehören Aguablanca, ein relativ neuer Stadtteil an den Ufern des Río Cauca, der vor allem von Vertriebenen des jahrzehntelangen Bürgerkriegs bewohnt wird, und Siloé an den Berghängen im Westen.

## Kultur und Sehenswürdigkeiten
Cali bietet eine Vielzahl von Parks, Kirchen, Monumenten, Museen und Plätzen als Touristenattraktion. Das Nachtleben konzentriert sich auf Bars, Grills und Rumbeaderos der Avenida Sexta und die Salsa-Diskotheken in Juanchito, Zona Rosa und Barrio Granada. In jüngerer Zeit hat der Stadtteil Menga in der an Cali angrenzenden Gemeinde Yumbo Juanchito als Zentrum des Nachtlebens weitgehend abgelöst. In Menga gibt es eine Vielzahl an Diskotheken, die zum Teil rund um die Uhr in Betrieb sind. Menga ist also die Stadt, die niemals schläft. Die Ursache dieser Entwicklung liegt darin begründet, dass in der Stadt Cali selbst generell eine Sperrstunde ab 4 Uhr morgens gilt. Daher hat sich das Nachtleben an die Stadtgrenzen verlagert. Im Dezember findet die berühmte Feria de Cali, u. a. im Salsódromo, statt.
Wechselnde Kunstausstellungen bieten das Casa Pro Artes, in der Nähe das Centro Cultural, FES und das Museo de Arte Moderno la Tertulia. Letzteres ist ein moderner Ausstellungsbau, der u. a. eine Cinemateca bereithält. Ausgestellt werden hier nationale Künstler aus allen Sparten der Bildenden Kunst. Die junge Kunstszene findet sich im lugar a dudas. Das Künstlerhaus, vom Documenta-Teilnehmer Oscar Muñoz gegründet, zeigt wechselnde Ausstellungen und organisiert mit internationalen Filmen das Residenz-Programm für aus- und inländische Künstler.
Das Theater ist das Teatro Municipal Enrique Buenaventura im Stil des kreolischen Klassizismus. Hier finden auch die Konzerte des Orquesta Filarmónica de Cali statt.

### Weitere Sehenswürdigkeiten
- Cerro de las Tres Cruces: Das Denkmal Tres Cruces liegt auf 1.480 m und befindet sich im nordwestlichen Teil der Stadt. Das Hauptkreuz in der Mitte ist das größte, mit 26 m Höhe und 11 m Breite. Die beiden Kreuze neben dem Hauptkreuz haben eine Höhe von 22 m und eine Breite von 8 m.
- Cristo Rey: Ein religiöses Denkmal auf einem Hügel, der den besten Blick auf die Stadt bietet. Das Denkmal ist 31 m hoch.
- El Gato del Río: Ein Park am Fluss gelegen, mit Katzenskulpturen von Hernando Tejada.
- Parque de los poetas, ein Park mit Skulpturen bekannter Dichter aus Cali.
- Plaza de Caicedo: Der Hauptplatz der Stadt, der in der Innenstadt von Cali liegt. Der Platz ist nach Calis Helden Joaquín de Caicedo y Cuero benannt.
- Orquideorama Enrique Pérez Arbeláez: Dieser bewaldete Park, in der AV 2 N #48-10, ist Schauplatz einer großen Orchideenschau, die jedes Jahr im Herbst von der Asociación Vallecaucana de Orquideología veranstaltet wird. Es ist auch ein guter Ort für Vogelbeobachtung.
- Zoológico de Cali, ein Zoo, der rund 2500 Tiere mit ca. 180 Arten zeigt.

## Sport
In Cali sind die Sportclubs América de Cali und Deportivo Cali beheimatet, zwei der erfolgreichsten Fußballvereine Kolumbiens. Beide zusammen kommen derzeit (Stand: 2019) auf sechs Finalteilnahmen in der Copa Libertadores – allerdings ohne dabei ein einziges Mal zu gewinnen. Das vom deutschen Architekten Herbert Schürmann geplante und 1970 erbaute Velódromo Alcides Nieto Patiño war Ort zahlreicher internationaler Bahnrad-Wettbewerbe, darunter mehrerer Weltcup-Rennen.
Cali ist darüber hinaus ein häufig ausgewählter Austragungsort für sportliche Großereignisse verschiedenster Art. So fanden dort 1971 die sechsten Panamerikanischen Spiele und 1975 die zweiten Schwimmweltmeisterschaften statt. Ferner wurden 1995 und 2015 die Unterwasser-Rugby-Weltmeisterschaft, 2007 die Inline-Speedskating-Weltmeisterschaften, 2013 die World Games, die 2015 die Leichtathletik-Jugendweltmeisterschaften sowie 2022 die Weltmeisterschaften im Finswimming und die Leichtathletik-U20-Weltmeisterschaften in der Stadt veranstaltet.

## Tötungsdelikte
Cali ist nach einer Studie der Organisation El Consejo Ciudadano para la Seguridad Pública y la Justicia Penal (deutsch „Bürgerrat für öffentliche Sicherheit und Strafrecht“) die gefährlichste Stadt Kolumbiens, und weltweit auf dem 26. Platz im Jahre 2019. Insgesamt 1.176 Mordfälle bei einer Einwohnerzahl von 2.599.468 entspricht einer Mordrate von 45,24 auf 100.000 Einwohner (2019).